# Güher i Süher Pekinel
Güher i Süher Pekinel (Istanbul, 29 de març de 1953) són dues germanes bessones turques que formen un duo de piano. Les germanes Pekinel van engegar un projecte de desenvolupament de l'educació de música a Turquia. Des del 1991 ambdues són Devlet Sanatçısı (Artistes de l'Estat) de Turquia.